# Bartolomeo Intieri
Bartolomeo Intieri, né à Montespertoli en 1678 et mort à Naples le 27 février 1757, est un agronome et économiste italien.

## Biographie
Né à Montespertoli en 1678, Intieri s'installe à Naples en 1699. Il étudie les mathématiques et se consacre aux théories de René Descartes, Galileo Galilei et Giovanni Alfonso Borelli. Il compose aussi deux opérettes à San Marco dei Cavoti, près de Bénévent, en les dédiant à G. Cavaniglia, marquis de Saint-Marc. Ses écrits n'ayant pas le succès espéré, il s'adresse au savant bibliothécaire florentin Antonio Magliabechi qui s'engage à leur donner une plus grande visibilité.
Il s'intéresse à la mécanique, en particulier à l'application à la construction de machines agricoles utiles pour la mouture du grain. En 1716, il publie Nuova invenzione di fabbricar mulini a vento (sur les moulins à vent) en dédiant l'ouvrage à Wirich de Daun. À Naples où il enseigne les mathématiques et la philosophie, il fonde une école de commerce et représente le grand duc de Toscane à la cour. Il étudie aussi les manières d'éviter la famine ainsi que d'enrayer l'élévation du prix des blés, invente les silos à grains qui seront plus tard utilisés en France ainsi qu'une étuve à blé. Il établit aussi l'usage de conserver les excédents de récoltes. Par ailleurs, il crée un procédé pour imprimer les billets de banque.
En mars 1734, il obtient la tâche d'administrer les biens allodiaux des Médicis et s'engage en même temps comme informateur secret du gouvernement toscan. Les informations qu'il fournit concernent les voyages excessifs, les affrontements entre la curie romaine et napolitaine, et les problèmes populaires sur les protestations et l'adhésion à la monarchie.
Lorsqu'en 1743 il est démis de ses fonctions à la suite du décès d'Anne-Marie-Louise de Médicis, la dernière représentante à Florence de la famille Médicis, il continue à gagner 600 ducats. Au cours de ces années, il a accumulé une somme d'argent considérable qui lui a permis de construire une résidence sur les collines de Sorrente, à Massaquano, où il a tenu divers débats culturels entouré d'amis proches comme Ferdinando Galiani et Antonio Genovesi.
Il fonde en 1754 une chaire d'économie politique à l'université de Naples.

## Publications

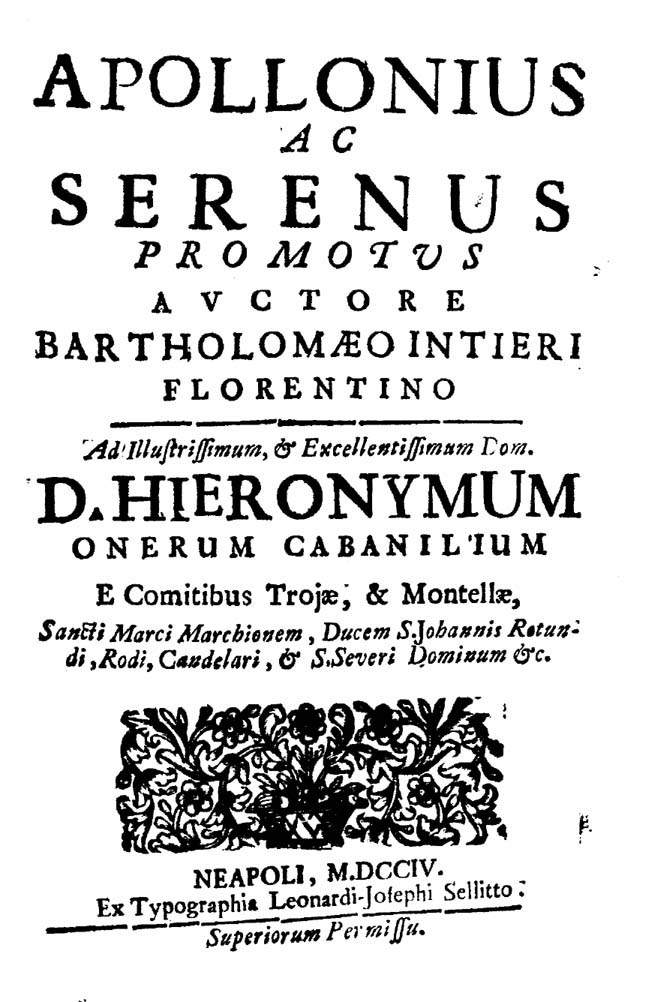
Apollonius ac Serenus promotus (1704)

- 1703 : Ad nova arcana geometrica detegenda aditus (en latin), Benevent : e Typografia Archiepiscopali.
- 1704 : Apollonius ac Serenus promotus (en latin), Naples : ex typographia Leonardi Josephi Sellito.
- 1706 : Facilissimo metodo per la quadratura delle parabole di qualsivoglia grado, colla risposta alla questione proposta dal sig. G. C. all'illustriss. sig. d. Serafino Biscardi patritio cosentino, reggente nel supremo collateral consiglio di Napoli.
- 1754 : avec Ferdinando Galiani et Francesco Cepparuli, Della perfetta conservazione del grano discorso di Bartolommeo Intieri, Giuseppe Raimondi.